# Elmar Məmmədyarov
Elmar Məhərrəm oğlu Məmmədyarov (Baku, 1960. július 2.) azeri diplomata és politikus, 2004 áprilisa és 2020 júliusa között Azerbajdzsán külügyminisztere volt.

## Életrajza
1960-ban született Bakuban. Apja Məhərrəm Məmmədyarov kémikus, tudós, az Azeri Tudományos Akadémia tagja, aki a Nahicseváni Autonóm SZSZK területéről származik. Egy fiútestvére van, aki orvosnak tanult. 1977-től a Kijevi Állami Egyetem Nemzetközi Kapcsolatok és Nemzetközi Jogi Intézetében tanult, ahol 1982-ben végzett.
1982-től 1988|ig az Azerbajdzsáni SZSZK külügyminisztériumban dolgozott másod-, majd első titkári rangban. Ezt követően a Szovjetunió Külügyminisztériuma Diplomáciai Akadémiáján tanult aspiránsként, ahol 1991-ben szerzett tudományos fokozatot történelemtudományokból. Közben, 1989-1990-ben az amerikai Brown Egyetemen külpolitika-tervezést tanult.
1991-től 1992-ig a függetlenné vált Azerbajdzsán külügyminisztériumának protokoll főosztályát vezette. 1992-től 1995-ig Azerbajdzsán állandó ENSZ-képviseletén teljesített diplomáciai szolgálatot I. osztályú titkári rangban. 1995–1998 között az azeri külügyminisztériumban a nemzetközi szervezetekért felelős főosztályt vezette. 1998-tól 2003-ig Azerbajdzsán washingtoni nagykövetségének munkatársa volt tanácsosi rangban, majd 2003-2004-ben Azerbajdzsán rendkívüli és meghatalmazott követe volt Olaszországban.  
Hazatérése után, 2003. április 2-án kinevezték Azerbajdzsán külügyminiszterévé. Ezt a posztot 16 évig, 2020. júliusi felmentéséig töltötte be.  
2005. szeptember 15-től Azerbajdzsán nemzeti UNESCO bizottságának elnöke is volt. Külügyminisztersége idején, 2014-ben töltötte be fél évig Azerbajdzsán az Európa Tanács elnökségét.
2020. július 16-án İlham Əliyev elnök felmentette külügyminiszteri tisztségéből, helyére Jeyhun Bayramovot nevezték ki. Felmentésére azt követően került sor, hogy  İlham Əliyev elnök egy július 16-án tartott online megbeszélésen élesen kritizálta a külügyminisztert, aki a július 12-én kirobbant azeri–örmény fegyveres összecsapások miatt kialakult feszült helyzet ellenére nem volt elérhető a hivatalában. Mellette elégtelennek értékelte az azeri külügyminisztérium erőfeszítéseit, a diplomácia tevékenység az elnök szerint nem volt eléggé offenzív. Az eset után pár órával megjelent elnöki rendelettel felmentették Məmmədyarovot.
2018-ban megkapta a Magyar Érdemrend középkeresztjét, amelyet Szijjártó Péter külügyminiszter adott át New Yorkban az ENSZ-közgyűlés ideje alatt szeptember 28-án.

## Magánélete
Nős, két fia van. Anyanyelvén kívül oroszul és törökül beszél.